# Hip Comics
Hip Comics was de naam van een serie stripverhalen, uitgegeven door Classics Nederland in de periode 1966 t/m 1971. In totaal zijn 169 nummers verschenen, die wisselende superhelden als hoofdpersoon hadden (Spinneman, Vier Verdedigers, Wrekers, X-Mannen, Prins Namor en Rauwe Bonk, Durfal, Thor, Kapitein Marvel en IJzerman).
De nummering van de serie bestond uit een aanduiding van de reeks (19) gevolgd door het feitelijke nummer (het eerste nummer was dus 1901 en het laatste was 19169).
De reeks was bedoeld om de verschillende Amerikaanse striphelden meer bekendheid te geven in Nederland. In 1971 vond de uitgever dat de verschillende striphelden voldoende bekend waren op de Nederlandse markt. Vanaf die tijd verschenen strips van de afzonderlijke hoofdpersonen. De nummering telde door vanaf hun laatste Hip-verschijning.
In oktober 2009 is er een nieuwe uitgave van Hip Comics verschenen door Windmill Comics Publishing, met verhalen van The Forrest, De Stille Getuige en De Vleermuis.

## Hoofdpersonen
| Hoofdpersoon              | Aantal | Nummers |
| ------------------------- | ------ | --- |
| Spinneman                 | 47     | 1, 3, 5, 7, 9, 11, 13, 15, 17, 19, 21, 25, 28, 32, 36, 40, 44, 48, 52, 56, 60, 64, 68, 72, 76, 80, 84, 88, 92, 96, 100, 104, 108, 112, 116, 122, 128, 132, 136, 140, 144, 148, 152, 156, 160, 164, 168 |
| Vier Verdedigers          | 46     | 2, 4, 6, 8, 10, 12, 14, 16, 18, 20, 22, 26, 29, 33, 37, 41, 45, 49, 53, 57, 61, 65, 69, 73, 77, 81, 85, 89, 93, 97, 101, 105, 109, 113, 117, 123, 129, 133, 137, 141, 145, 150, 154, 158, 162, 166     |
| Wrekers                   | 17     | 23, 30, 38, 46, 54, 62, 70, 78, 86, 94, 102, 110, 118, 135, 151, 157, 161 |
| X-Mannen                  | 15     | 24, 31, 39, 47, 55, 63, 71, 79, 87, 95, 103, 111, 119, 130, 146 |
| Prins Namor en Rauwe Bonk | 8      | 27, 35, 43, 59, 66, 75, 83, 91 |
| Durfal                    | 17     | 34, 42, 50, 58, 67, 74, 82, 90, 98, 106, 114, 124, 134, 149, 153, 159, 163 |
| Rauwe Bonk                | 7      | 51, 99, 107, 115, 125, 143, 165 |
| Thor                      | 4      | 120, 131, 147, 169 |
| Kapitein Marvel           | 3      | 121, 138, 155 |
| Prins Namor               | 2      | 126, 139 |
| IJzerman                  | 3      | 127, 142, 167 |